# Боровое (Калининградская область)
Боровое (до 1946 года Бекартен, нем. Bekarten; Мелонкейм, нем. Melonkeim; Рормюле, нем. Rohrmühle) — поселок в Багратионовском районе Калининградской области.

## Географическое положение
Боровое расположено на реке Резвая, на крайнем юго-западе Багратионовского района, к северу от российско-польской границы и к востоку от Багратионовска.

## История
Боровое было образовано в 1946 году из 3 деревень - Бекартен, Мелонкейм и Рормюле. Все 3 поселения относились к общине Лошен района Прейсиш-Эйлау административного округа Кёнигсберг провинции Восточная Пруссия.
До 2009 года поселок входил в состав Надеждинского сельсовета, с 2009 по 2016 - в составе Гвардейского сельского поселения.

## Население
| 2002 | 2010 |
| ---- | ---- |
| 26   | ↘22  |